# جائزة فرنسا الكبرى 1990
جائزة فرنسا الكبرى 1990 هو سباق فورمولا 1 أقيم بتاريخ 8 يوليو 1990 في فرنسا. كان السابع من أصل 16 في بطولة العالم لسباقات الفورمولا واحد موسم 1990. حلّ الفرنسي ألن بروست أولا بينما جاء الإيطالي إيفان كابيلي في المركز الثاني وحصل على المركز الثالث البرازيلي آيرتون سينا.